# Лумпектомија
Лумпектомија (Lumpectomy — позната и као тилектомија, делимична  мастектомија, сегментна ресекција дојке или локална ексцизија дојке) је хируршка метода уклањања мањег дела или „квржице“ патолошког ткива дојке. Обично се користи у лечењу малигног тумора или рака дојке.  Сматра се одрживом терапијом за очување дојки, јер је количина уклоњеног ткива ограничена у поређењу са мастектомијом комплетних дојки. Стога може имати физичке и емоционалне предности у односу на лечење мастектомијом које доводи до унакажења тела. 
Понекад се лумпектомија може користити и као дијагностичка метода која може да потврди или искључи да је рак заиста откривен. 
Лумпектомија се обично препоручује пацијентима чији је рак рано откривен и који немају увећане туморе. 
Иако се лумпектомија омогућава да већи део дојке остане нетакнут, поступак може резултовати смањењам осетљивости, појавом ожиљног ткива, болом и могућом деформацијом дојке ако је величина извађена квржица значајна.
Према смерницама Националне институције за рак дојке (According to National Comprehensive Cancer Network guidelines), лумпектомија се може изводити код дукталног карцинома ин ситу (DCIS), инвазивног дукталног карцинома, али и код других стања.

## Опште информације

### Индикације
Циљ лумпектомије је уклањање карцинома или другог абнормалног ткива уз одржавање изгледа дојке. Студије показују да је лумпектомија праћена зрачењем једнако ефикасна у спречавању рецидива рака дојке као и уклањање целе дојке (мастектомија) за рак дојке у раној фази.
Лекар може препоручити лумпектомију:
- ако је биопсија показала да болесница има рак и верује да је рак мали и у раној фази.

- за уклањање одређених неканцерозних или преканцерозних абнормалности дојке.

### Контраиндикације
Лекар неће препоручити лумпектомију као методу та лечење  рака дојке ако:
- У историји болести утврди код болесниице склеродермију - групу болести које отврдњава кожу и друга ткива и отежава зарастање ткива након лумпектомије

- У историји болести утврди постојање системског еритемског лупуса, -  хроничну инфламаторну болест која се може погоршати ако се болесник подвргне терапији зрачењем

- Утврди да болесник има два или више тумора у различитим квадрантима дојке који се не могу уклонити једним резом, што би могло утицати на изглед дојке

- Раније спроведено зрачење дојке, које  би даље лечење учинило превише ризичним

- Болесник има  рак који се проширио широм  дојке и прекривен је кожом, јер лумпектомија вероватно неће потпуно уклонити рак

- Болесник има велики тумор и мале дојке, што може проузроковати лош козметички резултат

- Болесник нема  приступ зрачној терапији.

## Процедура
Лумпектомија је операција уклањања тумора дојке заједно са „маргиналним делом“ нормалног ткива дојке. Руб је здраво, неканцерозно ткиво које се налази поред тумора. Патолог анализира маргини део изрезаног ткива  лумпектомијом да би открио евентуалне могуће ћелије карцинома. Канцерогена маргина је „позитивна“, док је здрава маргина „чиста“ или „негативна“. 
Поновна ексцизијска лумпектомија се изводи ако се утврди да је маргина позитивна или ако су канцерогене ћелије врло близу маргине.
Биопсија лимфног чвора  или дисекција аксиларних лимфних чворова   могу се користити да би се утврдило да ли је рак напредовао из дојке у друге делове тела. Биопсија   лимфних чворова је анализа неколико уклоњених солитарних чворова на присуство ћелија карцинома. 
Радиоактивна супстанца се користи за бојење лимфних  чворова ради лакше идентификације и уклањања.  Ако се у лимфном чвору открије рак, потребно је даље лечење. 
Дисекција аксиларних чворова укључује ексцизију лимфних чворова пазуха повезаних са тумором  (аксила). 
Зрачење се обично користи заједно са лумпектомијом како би се спречило будуће понављање тумора. Лечење зрачењем може трајати пет до седам недеља након лумпектомије. Иако лумпектомија са зрачењем помаже да се смањи ризик од враћања рака, радиотерапија није лек и рак се још увек може вратити.

## Компликације
Након оперативног захвата могу се јавити следеће компликације:
- Крварење
- Инфекција
- Лоше зарастање рана
- Счани удар, мождани удар, изненадна смрт

- Реакције на лекове

- Ризици повезани са општом анестезијом

- Дојка се може променити након операције:  појава  удубљења, ожиљака или разлике у облику између дојки, или губитак осећаја у  подручју око реза  дојке.

- Понављање поступка иради  уклањање више ткива дојке ако тестови покажу да је рак преблизу ивици већ уклоњеног ткива.

## Порогноза
Период опоравка је врло кратак код једноставне лумпектомије. Многе жене имају лакше болове,  који се могу окупирати узимањем лекова против болова, као што је ацетаминофен.
Кожа би требало да зарасте за око месец дана. уз обавезну заштиту  подручја хируршког реза. 
У случају појаве знакова инфекције (попут црвенила, отока или дренаже секрета из реза)., треба се јавити лекару, јер ће можда требати да се неколико пута дневно током 1 до 2 недеље врши дренажа ране. 
Већина жена се може вратити својим уобичајеним активностима за отприлике недељу дана, уз избегавање  дизања тешког терета, трчање или активности које узрокују бол у хируршком подручју  у трајању од једне до две недеље.